# 新しい波 (派閥)

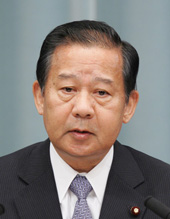
会長・二階俊博

新しい波（あたらしいなみ）は、かつて存在した自由民主党の派閥。通称は二階派または二階グループ。

## 概要
2003年11月の第43回衆議院議員総選挙で保守新党の当選者は4人にとどまり惨敗、自民党からの要請で解党し合流することになった。その時、保守新党幹事長であった二階俊博が旧保守新党勢力を散らさずにまとまって行動しようということで、衆参計7名で「新しい波」が結成された。
党内最小の派閥だったが、2005年の第44回衆議院議員総選挙において、二階が党総務局長の立場から候補者選定に関与していたこともあり、所属議員が倍増した。このような互助組織的な結成の経緯があるため、所属議員はほぼ復党・途中入党組と初当選組で占められていた。二階と武部勤における仲の良さから、武部の新しい風との関係が良好であった。
比例区選出議員が多く選挙地盤が不安定だったため、自民党が大敗した2009年の第45回衆議院議員総選挙では領袖の二階を除く全衆議院議員が落選した。同年10月29日、二階と同期（第37回衆議院議員総選挙で初当選）の伊吹文明が会長を務める志帥会（伊吹派）と合流することになり、同年11月5日に二階ら3名の所属議員が伊吹派へ入会し、二階派は解消した。

## 解散時の構成
以下は2009年11月5日の解散（伊吹派への合流）時点の構成である。

### 役員
- 最高顧問 - 海部俊樹
- 会長 - 二階俊博
- 会長代行 - 井上喜一
- 副会長 - 愛知和男
- 事務総長 - 泉信也
- 顧問 - 佐藤敬夫（元衆議院議員）、西川太一郎（荒川区長）

### 衆議院議員
- 二階俊博（9回、和歌山3区）

（1名）

### 参議院議員
- 泉信也（3回、比例区）
- 鶴保庸介（2回、和歌山県）

（2名）

### 第45回衆院選で落選・引退
- 海部俊樹（16回、愛知9区）
- 愛知和男（9回、比例東京）
- 井上喜一（7回、兵庫4区）
- 江﨑鐵磨（4回、愛知10区）
- 松浪健四郎（3回、比例近畿）
- 金子善次郎（2回、比例北関東）
- 伊藤忠彦（1回、愛知8区）
- 井脇ノブ子（1回、比例近畿）
- 川条志嘉（1回、大阪2区）
- 長崎幸太郎（1回、比例南関東）
- 藤野真紀子（1回、比例東海）
- 矢野隆司（1回、比例近畿）
- 清水清一朗（1回、比例東京）

総選挙後、海部、愛知、井上、松浪、藤野、矢野は引退。江崎、金子、伊藤、井脇は志帥会に合流して政治活動を続け、江崎と伊藤は第46回衆議院議員総選挙で返り咲いた。川条、長崎、清水は離党したが、うち川条と長崎は特別会員や参与の形で志帥会に参加していた（長崎は後に復党）。